# Deutsche Eishockey Liga 1996-1997
La Deutsche Eishockey Liga 1996-1997 fu la terza stagione della Deutsche Eishockey Liga. Al termine dei playoff gli Adler Mannheim si aggiudicarono il loro primo titolo della DEL diventando campioni di Germania per la seconda della loro storia. Sia i Ratinger Löwen che i Wedemark Scorpions conservarono il proprio posto in DEL contro le formazioni di 1. Liga dell'EHC Neuwied e del TSV Erding.
Grazie alla Sentenza Bosman le squadre poterono acquistare un maggior numero di giocatori stranieri, rendendo più equilibrate le rose delle squadre, tuttavia si tolse spazio ai giocatori tedeschi, facendo diminuire il numero dei tifosi.
Il campionato si svolse senza l'appoggio di nessuno sponsor ufficiale, situazione che si sarebbe interrotta solo nel 2003, quando giunse la sponsorizzazione delle Pagine gialle tedesche, le Gelbe Seiten.

## Stagione regolare
A partire da questa stagione il formato fu modificato. In una prima fase ciascuna squadra si sarebbe affrontata con le altre 15 squadre fra andata e ritorno, per un totale di 30 partite disputate. Le prime 6 squadre giocarono ancora 20 partite per determinare le posizioni nei playoff nel cosiddetto Meisterrunde, mentre le altre 10 formazioni nella Relegationsrunde si giocarono gli ultimi due posti liberi per i playoff; le squadre non qualificate presero parte ai playout.

### Prima fase
|                     | Pos. | Squadra             | Pt | G  | V  | N | POT | P  | GF  | GS  | DR  |
| ------------------- | ---- | ------------------- | -- | -- | -- | - | --- | -- | --- | --- | --- |
|                     | 1.   | Kölner Haie         | 47 | 30 | 22 | 1 | 2   | 7  | 157 | 91  | +66 |
| Germania (bandiera) | 2.   | Adler Mannheim      | 44 | 30 | 20 | 3 | 2   | 7  | 130 | 74  | +52 |
|                     | 3.   | Berlin Capitals     | 40 | 30 | 17 | 4 | 2   | 9  | 107 | 79  | +28 |
|                     | 4.   | Kassel Huskies      | 39 | 30 | 18 | 2 | 1   | 10 | 121 | 102 | +19 |
|                     | 5.   | Eisbären Berlino    | 39 | 30 | 18 | 3 | 0   | 9  | 118 | 91  | +27 |
|                     | 6.   | SB Rosenheim        | 37 | 30 | 16 | 2 | 3   | 12 | 111 | 113 | -2  |
|                     | 7.   | EV Landshut         | 36 | 30 | 16 | 1 | 3   | 13 | 125 | 77  | +48 |
|                     | 8.   | Krefeld Pinguine    | 33 | 30 | 15 | 0 | 3   | 15 | 105 | 108 | -3  |
|                     | 9.   | Düsseldorfer EG     | 32 | 30 | 15 | 2 | 0   | 13 | 93  | 90  | +3  |
|                     | 10.  | Frankfurt Lions     | 30 | 30 | 13 | 3 | 1   | 14 | 85  | 88  | -3  |
|                     | 11.  | SERC Wild Wings     | 30 | 30 | 13 | 1 | 3   | 16 | 114 | 128 | -14 |
|                     | 12.  | Kaufbeuren          | 29 | 30 | 12 | 2 | 3   | 16 | 112 | 157 | -45 |
|                     | 13.  | Augsburger Panther  | 27 | 30 | 11 | 4 | 1   | 15 | 91  | 114 | -23 |
|                     | 14.  | Wedemark Scorpions  | 19 | 30 | 8  | 1 | 2   | 21 | 95  | 134 | -39 |
|                     | 15.  | Nürnberg Ice Tigers | 19 | 30 | 5  | 3 | 0   | 22 | 90  | 148 | -58 |
|                     | 16.  | Ratinger Löwen      | 19 | 30 | 4  | 2 | 2   | 24 | 74  | 134 | -60 |

Legenda:

      Ammesse alla Meisterrunde
      Ammesse alla Relegationsrunde
Note:

Due punti a vittoria, un punto a sconfitta dopo overtime o pareggio, zero a sconfitta.

### Seconda fase - Meisterrunde
| Pos. | Squadra          | Pt | G  | V  | N | POT | P  | GF  | GS  | DR  |
| ---- | ---------------- | -- | -- | -- | - | --- | -- | --- | --- | --- |
| 1.   | Adler Mannheim   | 76 | 50 | 35 | 5 | 1   | 10 | 212 | 123 | +89 |
| 2.   | Kölner Haie      | 76 | 50 | 36 | 2 | 2   | 12 | 235 | 142 | +93 |
| 3.   | Kassel Huskies   | 59 | 50 | 27 | 4 | 1   | 19 | 190 | 167 | +37 |
| 4.   | Eisbären Berlino | 57 | 50 | 26 | 4 | 1   | 20 | 177 | 163 | +14 |
| 5.   | Berlin Capitals  | 55 | 50 | 26 | 6 | 3   | 21 | 162 | 149 | +13 |
| 6.   | SB Rosenheim     | 47 | 50 | 20 | 2 | 5   | 28 | 171 | 209 | -38 |

Legenda:

      Ammesse ai Playoff
Note:

Due punti a vittoria, un punto a sconfitta dopo overtime o pareggio, zero a sconfitta.

### Seconda fase - Relegationsrunde
|  | Pos. | Squadra             | Pt | G  | V  | N | POT | P  | GF  | GS  | DR  |
|  | ---- | ------------------- | -- | -- | -- | - | --- | -- | --- | --- | --- |
|  | 7.   | EV Landshut         | 64 | 48 | 29 | 3 | 3   | 16 | 202 | 122 | +80 |
|  | 8.   | Krefeld Pinguine    | 61 | 48 | 28 | 2 | 3   | 18 | 198 | 166 | +32 |
|  | 9.   | Düsseldorfer EG     | 58 | 48 | 28 | 2 | 0   | 18 | 164 | 138 | +26 |
|  | 10.  | SERC Wild Wings     | 52 | 48 | 23 | 1 | 5   | 24 | 200 | 191 | +9  |
|  | 11.  | Augsburger Panther  | 48 | 48 | 21 | 5 | 1   | 22 | 176 | 181 | -5  |
|  | 12.  | Frankfurt Lions     | 47 | 48 | 21 | 4 | 1   | 23 | 136 | 142 | -6  |
|  | 13.  | Kaufbeuren          | 40 | 48 | 17 | 3 | 3   | 28 | 166 | 252 | -86 |
|  | 14.  | Wedemark Scorpions  | 28 | 48 | 12 | 1 | 3   | 35 | 150 | 231 | -81 |
|  | 15.  | Nürnberg Ice Tigers | 25 | 48 | 9  | 6 | 1   | 33 | 149 | 229 | -80 |
|  | 16.  | Ratinger Löwen      | 22 | 48 | 9  | 2 | 2   | 37 | 136 | 219 | -83 |

Legenda:

      Ammesse ai Playoff
      Ammesse ai Playout
Note:

Due punti a vittoria, un punto a sconfitta dopo overtime o pareggio, zero a sconfitta.

## Playoff
|  | Quarti di finale | Quarti di finale | Quarti di finale |                  |                | Semifinali     | Semifinali | Semifinali |  |  | Finale | Finale | Finale |  |
|  |                  |                  |                  |                  |                |                |            |            |  |  |        |        |        |  |
|  | 1                | Adler Mannheim   | 3                |                  |                |                |            |            |  |  |        |        |        |  |
|  | 1                | Adler Mannheim   | 3                |                  |                |                |            |            |  |  |        |        |        |  |
|  | 8                | Krefeld Pinguine | 0                |                  |                |                |            |            |  |  |        |        |        |  |
|  | 8                | Krefeld Pinguine | 0                |                  | Adler Mannheim | Adler Mannheim | 3          |            |  |  |        |        |        |  |
|  |                  |                  |                  |                  | Adler Mannheim | Adler Mannheim | 3          |            |  |  |        |        |        |  |
|  |                  |                  | EV Landshut      | EV Landshut      | 0              |                |            |            |  |  |        |        |        |  |
|  | 2                | Kölner Haie      | EV Landshut      | EV Landshut      | 0              | 1              |            |            |  |  |        |        |        |  |
|  | 2                | Kölner Haie      |                  |                  |                |                |            |            |  |  |        |        |        |  |
|  | 7                | EV Landshut      | 3                |                  |                |                |            |            |  |  |        |        |        |  |
|  | 7                | EV Landshut      | 3                |                  | Adler Mannheim | Adler Mannheim | 3          |            |  |  |        |        |        |  |
|  |                  |                  |                  |                  |                |                |            |            |  |  |        |        |        |  |
|  |                  |                  | Kassel Huskies   | Kassel Huskies   | 0              |                |            |            |  |  |        |        |        |  |
|  | 3                | Kassel Huskies   | Kassel Huskies   | Kassel Huskies   | 0              | 3              |            |            |  |  |        |        |        |  |
|  | 3                | Kassel Huskies   |                  |                  |                |                |            |            |  |  |        |        |        |  |
|  | 6                | SB Rosenheim     | 0                |                  |                |                |            |            |  |  |        |        |        |  |
|  | 6                | SB Rosenheim     | 0                |                  | Kassel Huskies | Kassel Huskies | 3          |            |  |  |        |        |        |  |
|  |                  |                  |                  |                  | Kassel Huskies | Kassel Huskies | 3          |            |  |  |        |        |        |  |
|  |                  |                  | Eisbären Berlino | Eisbären Berlino | 1              |                |            |            |  |  |        |        |        |  |
|  | 4                | Eisbären Berlino | Eisbären Berlino | Eisbären Berlino | 1              | 3              |            |            |  |  |        |        |        |  |
|  | 4                | Eisbären Berlino |                  |                  |                |                |            |            |  |  |        |        |        |  |
|  | 5                | Berlin Capitals  | 1                |                  |                |                |            |            |  |  |        |        |        |  |

### Quarti di finale
| Squadra 1        | Totale | Squadra 2        | Gara 1    | Gara 2    | Gara 3 | Gara 4 | Gara 5 |
| ---------------- | ------ | ---------------- | --------- | --------- | ------ | ------ | ------ |
| Adler Mannheim   | 3 - 0  | Krefeld Pinguine | 4 - 1     | 4 - 1     | 8 - 4  |        |        |
| Kölner Haie      | 1 - 3  | EV Landshut      | 6 - 3     | 3 - 4 dts | 2 - 4  | 1 - 3  |        |
| Kassel Huskies   | 3 - 0  | SB Rosenheim     | 6 - 1     | 4 - 1     | 5 - 4  |        |        |
| Eisbären Berlino | 3 - 1  | Berlin Capitals  | 4 - 3 dts | 3 - 4     | 5 - 0  | 4 - 1  |        |

### Semifinali
| Squadra 1      | Totale | Squadra 2        | Gara 1 | Gara 2 | Gara 3 | Gara 4 | Gara 5 |
| -------------- | ------ | ---------------- | ------ | ------ | ------ | ------ | ------ |
| Adler Mannheim | 3 - 0  | EV Landshut      | 7 - 5  | 4 - 2  | 4 - 3  |        |        |
| Kassel Huskies | 3 - 1  | Eisbären Berlino | 4 - 2  | 4 - 5  | 6 - 3  | 3 - 1  |        |

### Finale
| Squadra 1      | Totale | Squadra 2      | Gara 1 | Gara 2 | Gara 3 | Gara 4 | Gara 5 |
| -------------- | ------ | -------------- | ------ | ------ | ------ | ------ | ------ |
| Adler Mannheim | 3 - 0  | Kassel Huskies | 5 - 4  | 5 - 2  | 4 - 2  |        |        |

## Playout
|  |                     |                     |                    |                     |                     |          |                    |                    |             |   |          |          |          |
|  | 1º turno            | 1º turno            | 1º turno           |                     |                     | 2º turno | 2º turno           | 2º turno           |             |   | 3º turno | 3º turno | 3º turno |
|  | 1º turno            | 1º turno            | 1º turno           |                     |                     | 2º turno | 2º turno           | 2º turno           |             |   | 3º turno | 3º turno | 3º turno |
|  |                     |                     |                    |                     |                     |          |                    |                    |             |   |          |          |          |
|  |                     |                     |                    |                     |                     |          |                    |                    |             |   |          |          |          |
|  | Düsseldorfer EG     | Düsseldorfer EG     | 4                  |                     |                     |          |                    |                    |             |   |          |          |          |
|  | Düsseldorfer EG     | Düsseldorfer EG     | 4                  |                     |                     |          |                    |                    |             |   |          |          |          |
|  | Ratinger Löwen      | Ratinger Löwen      | 0                  |                     |                     |          |                    |                    |             |   |          |          |          |
|  | Ratinger Löwen      | Ratinger Löwen      | 0                  |                     |                     |          |                    |                    |             |   |          |          |          |
|  |                     |                     |                    | Ratinger Löwen      | Ratinger Löwen      | 0        | Ratinger Löwen     | Ratinger Löwen     | 2           |   |          |          |          |
|  |                     |                     |                    | Ratinger Löwen      | Ratinger Löwen      | 0        | Ratinger Löwen     | Ratinger Löwen     | 2           |   |          |          |          |
|  |                     |                     | Frankfurt Lions    | Frankfurt Lions     | 3                   |          |                    | EHC Neuwied        | EHC Neuwied | 0 |          |          |          |
|  |                     |                     |                    | Frankfurt Lions     | 3                   |          |                    | EHC Neuwied        | EHC Neuwied | 0 |          |          |          |
|  | Frankfurt Lions     | Frankfurt Lions     | 2                  |                     |                     |          |                    |                    |             |   |          |          |          |
|  | Frankfurt Lions     | Frankfurt Lions     | 2                  |                     |                     |          |                    |                    |             |   |          |          |          |
|  | Kaufbeuren          | Kaufbeuren          | 4                  |                     |                     |          |                    |                    |             |   |          |          |          |
|  | Kaufbeuren          | Kaufbeuren          | 4                  |                     |                     |          |                    |                    |             |   |          |          |          |
|  |                     |                     |                    |                     |                     |          |                    |                    |             |   |          |          |          |
|  |                     |                     |                    |                     |                     |          |                    |                    |             |   |          |          |          |
|  | SERC Wild Wings     | SERC Wild Wings     | 4                  |                     |                     |          |                    |                    |             |   |          |          |          |
|  | SERC Wild Wings     | SERC Wild Wings     | 4                  |                     |                     |          |                    |                    |             |   |          |          |          |
|  | Nürnberg Ice Tigers | Nürnberg Ice Tigers | 1                  |                     |                     |          |                    |                    |             |   |          |          |          |
|  | Nürnberg Ice Tigers | Nürnberg Ice Tigers | 1                  |                     |                     |          |                    |                    |             |   |          |          |          |
|  |                     |                     |                    | Nürnberg Ice Tigers | Nürnberg Ice Tigers | 3        | Wedemark Scorpions | Wedemark Scorpions | 2           |   |          |          |          |
|  |                     |                     |                    | Nürnberg Ice Tigers | Nürnberg Ice Tigers | 3        | Wedemark Scorpions | Wedemark Scorpions | 2           |   |          |          |          |
|  |                     |                     | Wedemark Scorpions | Wedemark Scorpions  | 1                   |          |                    | TSV Erding         | TSV Erding  | 0 |          |          |          |
|  |                     |                     |                    | Wedemark Scorpions  | 1                   |          |                    | TSV Erding         | TSV Erding  | 0 |          |          |          |
|  | Augsburger Panther  | Augsburger Panther  | 4                  |                     |                     |          |                    |                    |             |   |          |          |          |
|  | Augsburger Panther  | Augsburger Panther  | 4                  |                     |                     |          |                    |                    |             |   |          |          |          |
|  | Wedemark Scorpions  | Wedemark Scorpions  | 0                  |                     |                     |          |                    |                    |             |   |          |          |          |
|  | Wedemark Scorpions  | Wedemark Scorpions  | 0                  |                     |                     |          |                    |                    |             |   |          |          |          |

### Quarti di finale
| Squadra 1          | Totale | Squadra 2           | Gara 1    | Gara 2    | Gara 3    | Gara 4 | Gara 5 | Gara 6 | Gara 7 |
| ------------------ | ------ | ------------------- | --------- | --------- | --------- | ------ | ------ | ------ | ------ |
| Düsseldorfer EG    | 4 - 0  | Ratinger Löwen      | 5 - 1     | 5 - 3     | 2 - 0     | 6 - 2  |        |        |        |
| Frankfurt Lions    | 2 - 4  | Kaufbeuren          | 3 - 2 dts | 3 - 6     | 4 - 3 dts | 3 - 6  | 2 - 5  | 1 - 4  |        |
| SERC Wild Wings    | 4 - 1  | Nürnberg Ice Tigers | 4 - 1     | 2 - 3 dts | 6 - 1     | 5 - 3  | 11 - 3 |        |        |
| Augsburger Panther | 4 - 0  | Wedemark Scorpions  | 7 - 1     | 2 - 1 dts | 5 - 4     | 5 - 3  |        |        |        |

### Semifinali
| Squadra 1           | Totale | Squadra 2          | Gara 1 | Gara 2    | Gara 3 | Gara 4 | Gara 5 |
| ------------------- | ------ | ------------------ | ------ | --------- | ------ | ------ | ------ |
| Ratinger Löwen      | 0 - 3  | Frankfurt Lions    | 1 - 6  | 4 - 5 dts | 3 - 5  |        |        |
| Nürnberg Ice Tigers | 3 - 1  | Wedemark Scorpions | 6 - 4  | 6 - 4     | 2 - 5  | 5 - 2  |        |

### Finali
| Squadra 1          | Totale | Squadra 2   | Gara 1 | Gara 2 | Gara 3 |
| ------------------ | ------ | ----------- | ------ | ------ | ------ |
| Ratinger Löwen     | 2 - 0  | EHC Neuwied | 4 - 3  | 10 - 3 |        |
| Wedemark Scorpions | 2 - 0  | TSV Erding  | 10 - 2 | 9 - 5  |        |